# Máire Mhac an tSaoi
Máire Mhac an tSaoi, née le 4 avril 1922 à Dublin et morte le 16 octobre 2021, est une poétesse, intellectuelle et écrivaine d'expression irlandaise du XXe siècle.

## Biographie
On l’a décrite comme un des poètes qui ont révolutionné la poésie de la langue irlandaise dans les années 1940 et 50, ainsi que Seán Ó Ríordáin et Máirtín Ó Direáin. Son œuvre fait preuve d’une combinaison du classicisme et d’une innovation frappante.
L’aînée d'une fratrie de trois enfants, Máire Mhac an tSaoi est la fille de l'homme politique Séan Mac an tSaoi et de Máiréad (née de Brún), professeure dans le secondaire. Son père a pris part à la révolte contre le gouvernement britannique en 1916. Son oncle, Monsignor Pádraig de Brún, est un érudit dans le domaine de la langue irlandaise, et elle passe des longues périodes chez lui à Dún Chaoin, un village du Comté de Kerry où on parle l’irlandais d’habitude. Elle est bilingue depuis son enfance.
Ayant fait ses études à Alexandra College, à University College Dublin (où elle obtiendra un diplôme de français et de droit avec distinction), à la Sorbonne et à l'Institut d'études avancées de Dublin, Máire Mhac an tSaoi intègre le Département des Affaires étrangères irlandais. C'est en tant que fonctionnaire au sein de ce département qu'elle travaillera en France, en Espagne et auprès de l'Organisation des Nations unies jusqu’à ce qu'elle se marie avec Conor Cruise O'Brien en 1962. Conformément à la législation irlandaise de l'époque[réf. souhaitée], Máire Mhac an tSaoi démissionnera de son poste de fonctionnaire après son mariage. Le couple adoptera deux enfants : Patrick et Margaret.
Au printemps 2005, elle est nommée professeur adjoint en Étude irlandaise à l'université nationale d'Irlande à Galway.

## Œuvre
Sa première collection de poésie, Margadh na Saoire (« Le marché de la liberté »), parue en 1956, est applaudie par la critique, et des collections subséquentes ont reçu un très bon accueil, étant louées pour leur originalité.
La tension entre le désir individuel et les valeurs conventionnelles joue un rôle capital dans sa méthode poétique. Elle exprime l’ambivalence et la confusion qui résultent du conflit entre les codes moraux courants et la passion, tout en employant un style baroque qui est marqué par une rare intensité d’émotion. L’accent qu’elle met sur l’intimité et sur les affaires domestiques est un aspect persistant de son œuvre. En raison de sa contestation subtile des orthodoxies, elle a beaucoup d’influence sur les poétesses irlandaises qui sont apparues dans les années 1980.

## Poèmes
- Margadh na Saoire (Baile Átha Cliath: Sáirséal agus Dill, 1956)
- Codladh an Ghaiscigh (1973)
- An Galar Dubhach (1980)
- An Cion go dtí Seo (1987)

## Divers
- “Writing In Modern Irish — A Benign Anachronism?”, The Southern Review, 31 Special Issue on Irish Poetry (1995)
- The Same Age as the State, O'Brien Press, Dublin  (ISBN 0-86278-885-4) ;  (ISBN 978-0-86278-885-8)
- Cérbh í Meg Russell?, Leabhar Breac,  (ISBN 978-0-89833-232-2) (2008)
- Scéal Ghearóid Iarla, Leabhar Breac,  (ISBN 978-0-898332-53-7) (2010)
- A Concise History of Ireland, Thames and Hudson, London  (ISBN 0-500-45011-0) (1972) (avec Conor Cruise O’Brien)

## Traductions
- Marbhnaí Duino (Duineser Elegien), Leabhar Breac  (ISBN 978-0-898332-84-1) (2013)